# Uchuca pallida
Uchuca pallida är en insektsart som först beskrevs av Andrew Nelson Caudell 1918.  Uchuca pallida ingår i släktet Uchuca och familjen vårtbitare. Inga underarter finns listade i Catalogue of Life.